# Bernhard van Saksen-Jena
Bernhard van Saksen-Jena (Weimar, 21 februari 1638 - Jena, 3 mei 1678) was van 1672 tot aan zijn dood hertog van Saksen-Jena. Hij behoorde tot de Ernestijnse linie van het huis Wettin.

## Levensloop
Bernhard was de zesde zoon van hertog Willem van Saksen-Weimar uit diens huwelijk met Eleonore Dorothea, dochter van vorst Johan George I van Anhalt-Dessau.
Van februari 1654 tot november 1657 studeerde hij aan de Universiteit van Jena. Vervolgens trok Bernhard naar Parijs, waar zijn vader hem naartoe stuurde om de relaties tussen de Ernestijnse hertogdommen en koning Lodewijk XIV van Frankrijk te verbeteren, hopelijk via een huwelijk. De Franse koning liet hem echter achttien maanden wachten tot hij op audiëntie mocht. Door zijn oponthoud in Parijs leerde hij Marie Charlotte de La Trémoille (1630-1682) kennen, dochter van Henri III de La Trémoille, de hertog van Thouars. Op 10 juni 1662 trad hij met haar in het huwelijk, waarna ze zich in Jena vestigden.
In 1672 verdeelde hij samen met zijn broers de erfenis van zijn vader. Bernhard kreeg hierbij het hertogdom Saksen-Jena toegewezen, dat afgesplitst werd van Saksen-Weimar.
In 1673 huwde hij stiekem met zijn minnares Maria Elisabeth von Kospoth, waardoor hij bigamie beging. Eerder had hij geprobeerd zich te laten scheiden van Marie Charlotte, maar dit was op de weerstand gestoten van theologen en juristen aan de Universiteit van Jena. In 1676 werd Maria Elisabeth von Kospoth door keizer Leopold I verheven tot rijksgravin van Altstädt.
In mei 1678 overleed Bernhard op 40-jarige leeftijd aan hevige koorts. Hij werd bijgezet in de stadskerk van Jena.

## Nakomelingen
Bernhard en zijn echtgenote Marie Charlotte de La Trémoille kregen vier kinderen:
- Willem (1664-1666)
- Bernhard (1667-1668)
- Charlotte Maria (1669-1703), huwde in 1683 met hertog Willem Ernst van Saksen-Weimar
- Johan Willem (1675-1690), hertog van Saksen-Jena

Ook had hij een onwettige dochter met Maria Elisabeth von Kospoth:
- Emilie Eleonora (1674-1709), gravin van Allstädt, huwde in 1692 met Otto Wilhelm von Tümpling